# Attentat d'Abuja du 26 août 2011
L'attentat d'Abuja du 26 août 2011 a lieu pendant l'insurrection de Boko Haram.

## Déroulement
Le 26 août 2011, un kamikaze au volant d'une voiture piégée attaque l'immeuble où se trouve la représentation des Nations unies dans le quartier diplomatique d'Abuja. Il parvient à forcer le passage à travers les barrières et percute le bâtiment. Puis, la bombe explose. L'attentat est revendiqué par Boko Haram, c'est la première attaque de ce groupe islamiste contre une organisation internationale. Le bilan définitif est de 23 morts. Une Norvégienne figure parmi les victimes,.